# 飛沢栄三
飛沢 栄三（とびさわ えいぞう、1903年3月11日 - 1967年6月21日）は、北海道古平郡古平町出身の高校野球指導者。
北海中学校・北海高等学校の野球部部長・監督を長く務め、「北海道高校野球の父」と呼ばれた。

## 経歴
北海中学時代の1920年、第6回全国中等学校優勝野球大会に外野手として出場。卒業後早稲田大学に進み、法律家を目指す傍ら母校北海中学のコーチを務めた。卒業後は大蔵省志望だったが、北海中学側の強い懇請により、1929年母校の教員となり、同時に野球部の部長に就任。
以来、緻密な野球をスローガンに、戦前・戦後を通じ38年間部長の地位にあり（断続的に監督も兼任）、春は8回、夏は18回甲子園に出場。準優勝・ベスト4が各1回、ベスト8が7回、国体優勝が1回などの実績を残した。厳しさの中にも人間味のある指導で、「おとうちゃん」の愛称で親しまれた。また、群馬県立桐生高等学校の稲川東一郎監督とともに、名物監督として全国的に知られた。
1967年春に勇退、数か月後の同年6月に急逝